# CDC 6400

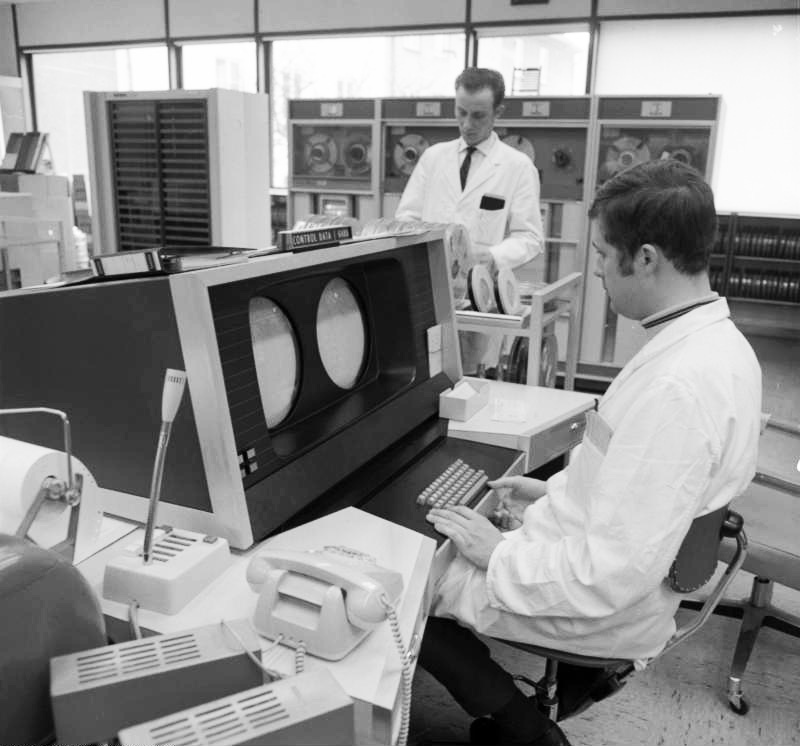
Оператор за консолью CDC 6400. На заднем плане видны 4 ленточных накопителя. Компьютерный центр Rechenzentrum Рейнско-Вестфальского технического университета Ахена, Германия (1970 г.)

CDC 6400 — мейнфрейм, компьютер семейства CDC 6000, созданный компанией Control Data Corporation как производная модель от суперкомпьютера CDC 6600 и представленный на рынке в апреле 1966 года. Модульная архитектура CDC 6600 позволяла комбинировать его элементы в различных вариантах, создавая множество модификаций под нужды и бюджет любого заказчика.

## История
Как и предшествующие ему модели, компьютер создавался по заказу военных, он был заказан для установки в строящейся штаб-квартире Research Analysis Corporation, крупнейшего и важнейшего из четырёх федеральных научно-исследовательских центров Армии США, расположенной в городе Маклейн, штат Вирджиния. В здании для разрабатываемых CDC 6400 было отведено помещение площадью 1783 га, само здание было достроено и принято в эксплуатацию в конце 1963 года, задолго до появления компьютера на рынке (первым коммерческим суперкомпьютером Control Data Corporation станет CDC 7600).
Впоследствии компьютеры CDC 6400 использовались также для нужд Военно-воздушных сил США (как минимум, с 1965 года).
Весной 1969 года компания CDC обратилась в Правительство США с запросом на экспортную лицензию для поставки CDC 6400 в Ереван для обработки экспериментальных данных 6 ГэВ электронного синхротрона АРУС. После долгих колебаний летом 1970 года в лицензии было отказано.
В 1970 году в Цюрихе на CDC 6400 был написан первый интерпретатор языка Паскаль.
В 1972 году в Объединённом институте ядерных исследований (Дубна) под надзором Координационного комитета по экспортному контролю была установлена машина CDC 6200. В 1974 году она была развита до модели CDC 6400, а на следующий год — до CDC 6500.

## Описание
Центральный процессор в CDC 6600 состоял из 10 арифметически-логических устройств, которые могли одновременно выполнять свои инструкции. В CDC 6400 их заменили на одно комбинированное арифметическо-логическое устройство, которое естественно могло выполнять только одну инструкцию за раз, но при этом оно было архитектурно совместимо с ЦПУ CDC 6600. В результате CDC 6400 работал в три раза медленнее (1 MIPS вместо 3 MIPS), чем CDC 6600, но стоил значительно дешевле. В остальном память, ввод-вывод через 10 периферийных процессоров были идентичны тем, что использовались в CDC 6600.
CDC 6400 был первой модификацией CDC 6600, которую выполнили инженеры завода в Arden Hills, занимавшиеся сборкой CDC 6600. В октябре 1967 года появилась модификация CDC 6500, которая имела два таких арифметических устройства и выдавала в сумме 2 MIPS. Модель CDC 6700, выпущенная в октябре 1969 года, также была сдвоенной машиной, с той особенностью, что один процессор был полноценным ЦПУ от CDC 6600, а второй — арифметическое устройство от CDC 6400. Модель CDC 6415 была ещё дешевле и работала ещё медленнее; у неё был процессор как у CDC 6400, но периферийных процессоров было только 7 вместо 10, как у обычного CDC 6600.